# Allagelena
Allagelena là một chi nhện trong họ Agelenidae.

## Các loài
- Allagelena bifida (Wang, 1997) – China
- Allagelena bistriata (Grube, 1861) – Russia (Far East), China
- Allagelena difficilis (Fox, 1936) – China, Korea
- Allagelena donggukensis (Kim, 1996) – Korea, Japan
- Allagelena gracilens (C. L. Koch, 1841) – Europe to Central Asia
- Allagelena koreana (Paik, 1965) – China, Korea
- Allagelena monticola Chami-Kranon, Likhitrakarn & Dankittipakul, 2007 – Thailand
- Allagelena opulenta (L. Koch, 1878) – Korea, Japan
- Allagelena scopulata (Wang, 1991) – China